# Мурахолюб
Мурахолю́б (Terenura) — рід горобцеподібних птахів родини сорокушових (Thamnophilidae). Представники цього роду мешкають в Південній Америці.

## Види
Виділяють два види:
- Мурахолюб строкатоголовий (Terenura maculata)
- Мурахолюб рудочеревий (Terenura sicki)

За результатами молекулярно-філогенетичного дослідження, результатами якого були опубліковані у 2015 році, чотири види, яких раніше відносили до роду Terenura, були переведені до новоствореного роду Euchrepomis.

## Етимологія
Наукова назва роду Terenura походить від сполучення слів дав.-гр. τερην — м'який, ніжний і ουρα — хвіст.